# Hạc đính Bắc Bộ
Hạc đính Bắc Bộ (danh pháp: Phaius tonkinensis) là một loài thực vật có hoa trong họ Lan. Loài này được (Aver.) Aver. mô tả khoa học đầu tiên năm 2005.